# نور أزهر حامد
نور أزهر حامد (بالإنجليزية: Nor Azhar Hamid)‏ هو واثب عالي سنغافوري، ولد في 8 فبراير 1949 في سنغافورة.

## وصلات خارجية
- نور أزهر حامد على موقع اللجنة الأولمبية الدولية (الإنجليزية)
- نور أزهر حامد على موقع أوليمبيديا (الإنجليزية)
- نور أزهر حامد على موقع اللجنة الأولمبية السنغافورية (الإنجليزية)